# 195. pr. Kr.
◄ | 3. stoljeće pr. Kr. | 2. stoljeće pr. Kr. | 1. stoljeće pr. Kr. | ►
◄ | 220-ih pr. Kr. | 210-ih pr. Kr. | 200-ih pr. Kr. | 190-ih pr. Kr. | 180-ih pr. Kr. | 170-ih pr. Kr. | 160-ih pr. Kr. | ►
◄◄ | ◄ | 198. pr. Kr. | 197. pr. Kr. | 196. pr. Kr. | 195 pr. Kr. | 194. pr. Kr. | 193. pr. Kr. | 192. pr. Kr. | ► | ►►
Astronomija

## Rođenja
- Mitridat I., vladar Partskog Carstva († 132. pr. Kr.)

## Vanjske poveznice
|  | Zajednički poslužitelj ima još gradiva o temi 195. pr. Kr. |